# Eleonora Erdmuthe Louisa van Saksen-Eisenach

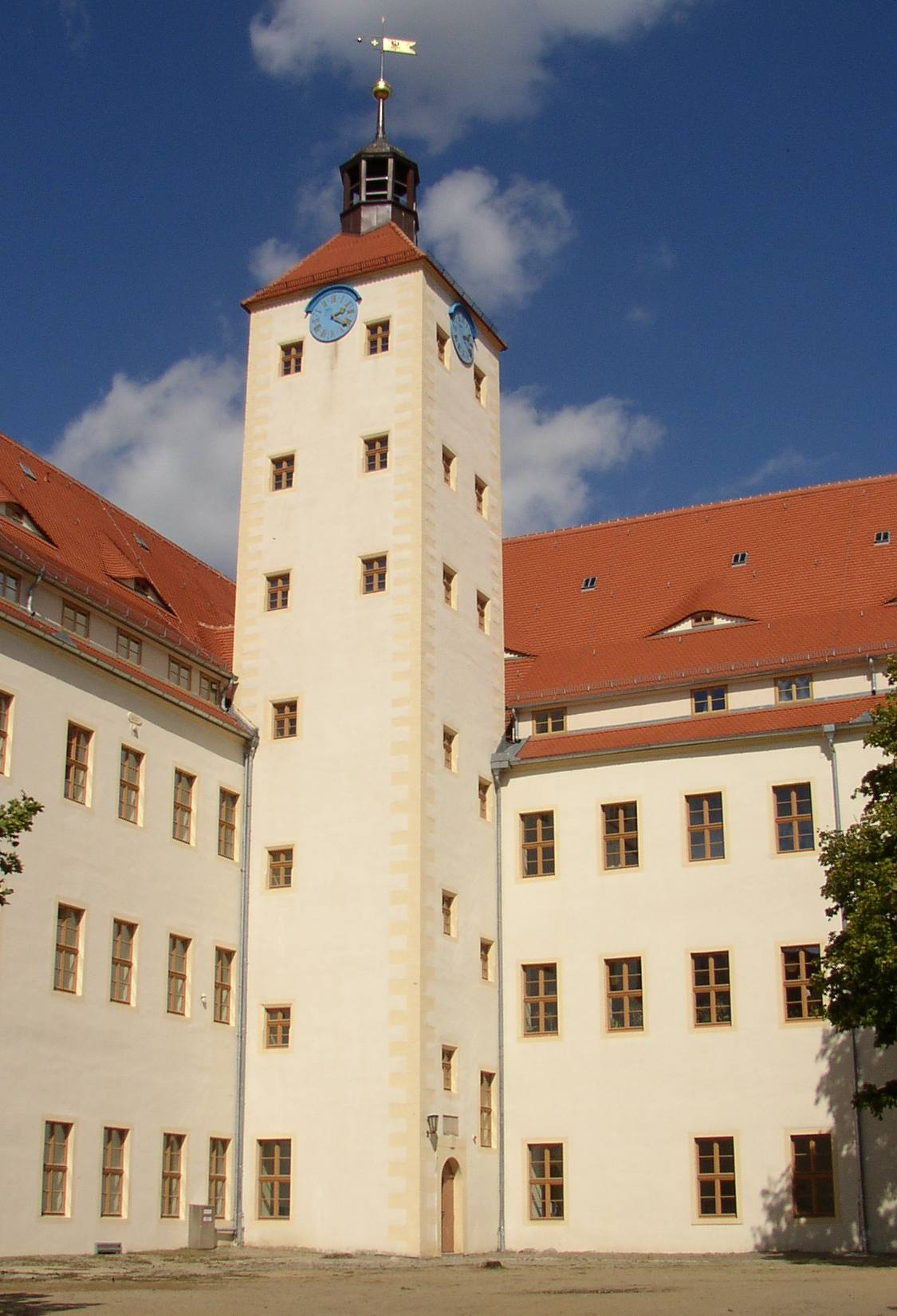
Slot Pretzsch

Eleonora Erdmuthe Louise van Saksen-Eisenach (Friedewald, 13 april 1662 — Slot Pretzsch in Pretzsch, 9 september 1696), door huwelijk achtereenvolgens markgravin van Brandenburg-Ansbach en keurvorstin van Saksen, dochter van Johan George I van Saksen-Eisenach en Johannetta van Sayn-Wittgenstein.
Zij huwde op 4 november 1681 te Eisenach met markgraaf Johan Frederik van Brandenburg-Ansbach en werd de moeder van:
- Wilhelmina Charlotte Caroline (1683-1737), gehuwd met George II van Groot-Brittannië
- Frederik Augustus (1685-1685)
- Willem Frederik (1686-1723).

Na de dood van Johan Frederik huwde Eleonora te Leipzig op 17 april 1692 met Johan George IV van Saksen. Dit bleek een desastreus huwelijk, Johan Georg wilde zo graag met zijn maîtresse huwen, dat hij Eleonora probeerde te vermoorden met een zwaard. Dit werd voorkomen doordat zijn broer, August, het zwaard tegenhield met zijn hand, hetgeen hem voor de rest van zijn leven een handicap opleverde. Johan Georg werd door zijn maîtresse Sybille van Neitschütz besmet met de pokken en overleed in 1694.